# Parvimysis pisciscibus
Parvimysis pisciscibus är en kräftdjursart som beskrevs av Henderson och Bamber 1983. Parvimysis pisciscibus ingår i släktet Parvimysis och familjen Mysidae. Inga underarter finns listade i Catalogue of Life.